# Hadena plicata
Hadena plicata là một loài bướm đêm trong họ Noctuidae.